# Lakušník štětičkový
Lakušník štětičkový, někdy byl udáván jako lakušník štětičkatý, (Batrachium penicillatum, syn.: Ranunculus penicillatus) je druh rostliny z čeledi pryskyřníkovité (Ranunculaceae).

## Popis
Jedná se o vytrvalou vodní bylinu. Lodyha je větvená a lysá, podle stanoviště může dorůstat délky 50–300 cm. Listy jsou střídavé, vyskytuje se zde heterofylie, někdy se vytváří se lupenité listy plovoucí na hladině, čepele jsou na obrysu ledvinité 5, zřídka jen 3 klané až sečné, do poloviny nebo i o něco více délky čepele (bráno odshora) členěné. Zato ponořené listy jsou zcela jiné, niťovité, několikrát dlanitosečné s niťovitými úkrojky, 5–20 cm dlouhé, stejně dlouhé nebo delší než příslušný lodyžní článek. Na bázi listů jsou palisty. Květy jsou jednotlivé, oboupohlavné a pravidelné s víceméně kuželovitým květním lůžkem, vykvétají nad hladinou a jsou opylovány hmyzem (entomogamie). Plodní stopka bývá delší než 5 cm a je delší než řapík příslušného lupenitého listy. Kališních lístků je 5, jsou zelené. Korunních je většinou také pět, jsou bílé, na bázi se žlutou skvrnou. Květy jsou relativně velké (větší než u lakušníku vodního (Batrachium aquatile), korunní lístky jsou asi 10–50 mm dlouhé. Tyčinek je asi 20–45, pestíků asi 40–60. Plodem je nažka, na vrcholu zakončená krátkým zobánkem, nažky jsou uspořádány na květním lůžku do souplodí. Nezralé nažky jsou lysé nebo krátce chlupaté, za zralosti někdy olysávají, úzký křídlatý lem chybí. Plody se šíří vodou (hydrochorie). Počet chromozómů je 2n=16, 32, 40 nebo 48.

## Rozšíření
Roste ve většině Evropy kromě Balkánu.
V České republice to je vzácný druh, z posledních let je znám z Chrudimky, Sázavy a Ohře. Jedná se o kriticky ohrožený druh flóry ČR, kategorie C1.

## Ekologie
Jedná se o vodní rostlinu, která vyhledává prudící vody, součást vegetace makrofytů tekoucích vod svazu Batrachion fluitantis.